# 2006-os szlovákiai parlamenti választás
A 2006-os szlovákiai parlamenti választás 2006. június 17-én zajlott le. Szlovákiában előrehozott országgyűlési képviselőválasztást tartottak, tekintettel arra a kialakult belpolitikai helyzetre, amelyben a kormányzó pártok kormányzásképtelenné váltak.

## Részvétel
A részvétel alacsony volt, csupán 54%, ami elmarad a 2002-es 70%-hoz képest. A legnagyobb részvétel a dunaszerdahelyi járásban volt: 63%.

## Eredmények
A 2006-os szlovákiai képviselő választás eredménye:
| Párt neve | Szavazatok | Szavazatok | Képviselők száma | +/– 2002 óta |
| Párt neve | száma      | százalék   | Képviselők száma | +/– 2002 óta |
| --- | ---------- | ---------- | ---------------- | ------------ |
| Irány – Szociáldemokrácia (Smer – sociálna demokracia)                                                                    | 671 185    | 29,14      | 50               | +25          |
| Szlovák Demokratikus és Keresztény Unió – Demokrata Párt (Slovenská demokratická a kresťanská únia – Demokratická strana) | 422 815    | 18,35      | 31               | +3           |
| Szlovák Nemzeti Párt (Slovenská národná strana)                                                                           | 270 230    | 11,73      | 20               | +20          |
| Magyar Koalíció Pártja (Strana maďarskej koalície)                                                                        | 269 111    | 11,68      | 20               | 0            |
| Néppárt – Mozgalom egy Demokratikus Szlovákiáért (Ľudová strana – Hnutie za demokratické Slovensko)                       | 202 540    | 8,79       | 15               | -21          |
| Kereszténydemokrata Mozgalom (Kresťanskodemokratické hnutie)                                                              | 191 443    | 8,31       | 14               | -1           |
| Szlovákia Kommunista Pártja (KSS)                                                                                         | 89 418     | 3,88       | 0                | -11          |
| Szabad Fórum | 79 963     | 3,47       | 0                | 0            |